# Raglan (motorfiets)
Raglan is een historisch merk van motorfietsen.
Raglan Cycle Co. Ltd., later M. Adler Ltd., Birmingham (1909-1913).
Engels merk dat motorfietsen met 292-, 347- en 496 cc Precision-zijklepmotoren en de 5 pk Green-Precision-motor maakte.
Hoewel er officieel ook eigen blokken werden gebruikt, duiden de ingeslagen letters “JS” op productie bij Joseph Saroléa in België.